# Complex (psychologie)
Een complex staat in de psychologie voor een associatieve en psycho-energetische eenheid van beelden en ideeën, gevoelens en gedachten. De term is afkomstig van de Latijnse woorden complector (samenvatten, insluiten), complexus (samengevlochten, ingesloten) en complexio (link, samenvatting). Het is een psychoanalytische term die uitgebreid wordt behandeld in werken van Carl Jung en Sigmund Freud.
Complexen kunnen zich uiten en zich zowel positief als negatief ontwikkelen, afhankelijk van of en hoe het ego erin slaagt om er een bewuste relatie mee aan te gaan. Het psychologische proces waardoor complexen ontstaan, wordt ook wel compressie of verdichting genoemd.

## Voorbeelden
- Adoniscomplex
- Don Juan-complex
- Elektracomplex
- Godcomplex
- Icaruscomplex
- Messiascomplex
- Minderwaardigheidscomplex
- Napoleoncomplex
- Oedipuscomplex
- Superioriteitscomplex